# Floridsdorfer Wasserpark
Der Floridsdorfer Wasserpark ist ein kleiner, als Parkanlage gestalteter Teil der Alten Donau im 21. Wiener Gemeindebezirk,  Floridsdorf. Der Park wurde von 1928 bis 1929 angelegt und hat eine Fläche von 143.000 m², rund ein Drittel davon wird von Wasserflächen eingenommen.

## Lage und Anbindung
Der Wasserpark liegt am nördlichen Anfang der Alten Donau. Er grenzt an seiner Westseite an die Auffahrt zur Floridsdorfer Brücke, an seiner Südseite zum Teil an die Donauuferautobahn und an der Ostseite an die Nordbahnbrücke, wobei der Nordbahndamm das Gewässer des Parks von der übrigen  Alten Donau trennt. Die Nordseite weist in Richtung Floridsdorfer Zentrum. Der Park liegt in der Nähe des Bahnhofs Wien Floridsdorf und ist mit der Straßenbahnlinie 31 der Wiener Linien erreichbar.

## Geschichte
Die erste Donauregulierung von 1870 bis 1875 legte den ehemaligen Hauptarm der Donau still. Das nordwestliche Ende der dadurch entstandenen Alten Donau begann zu veröden, da sich wilde Ablagerungen bildeten. Die somit notwendig gewordene Befestigung und Sanierung dieses Areals wurde eines der größten Projekte des Wiener Stadtgartenamtes unter Direktor Friedrich Kratochwjle. Von 1928 bis 1929 entstand nach Plänen des Gartenarchitekten Kratochwjle anstelle des sumpfigen Geländes der Floridsdorfer Wasserpark.
Um den Wasserpark attraktiver zu gestalten, wurden an verschiedenen Stellen tiefere Gräben ausgebaggert und das gewonnene Material zur Anhebung der übrigen Parkteile verwendet. So entstanden zwei durch Kanäle verbundene Teiche und eine große Insel. Eingesäumt wurden die Wege mit Gneissteinen und mit Laternen beleuchtet. Über die tieferen Gräben, die wie Kanäle wirken sollen, wurden steile, kleine Brücken im japanischen Stil gebaut.
Im Park befindet sich auch die Bronzeplastik eines Storchenpaares, die von Anton Endstorfer aus dem Jahr 1958 stammt.

## Erholungsraum und Vogelschutzgebiet
Heute ist der Floridsdorfer Wasserpark ein wichtiger Bestandteil des Naherholungsraumes im Wiener Donaubereich, der von der Donauinsel, Neuen Donau und Alten Donau gebildet wird.
Da durch den Hubertusdamm warmes Donauwasser in das Gewässer des Parks einsickert, gefriert dieses im Winter nicht vollständig und dient Wasservögeln als Überwinterungsraum.

## Galerie

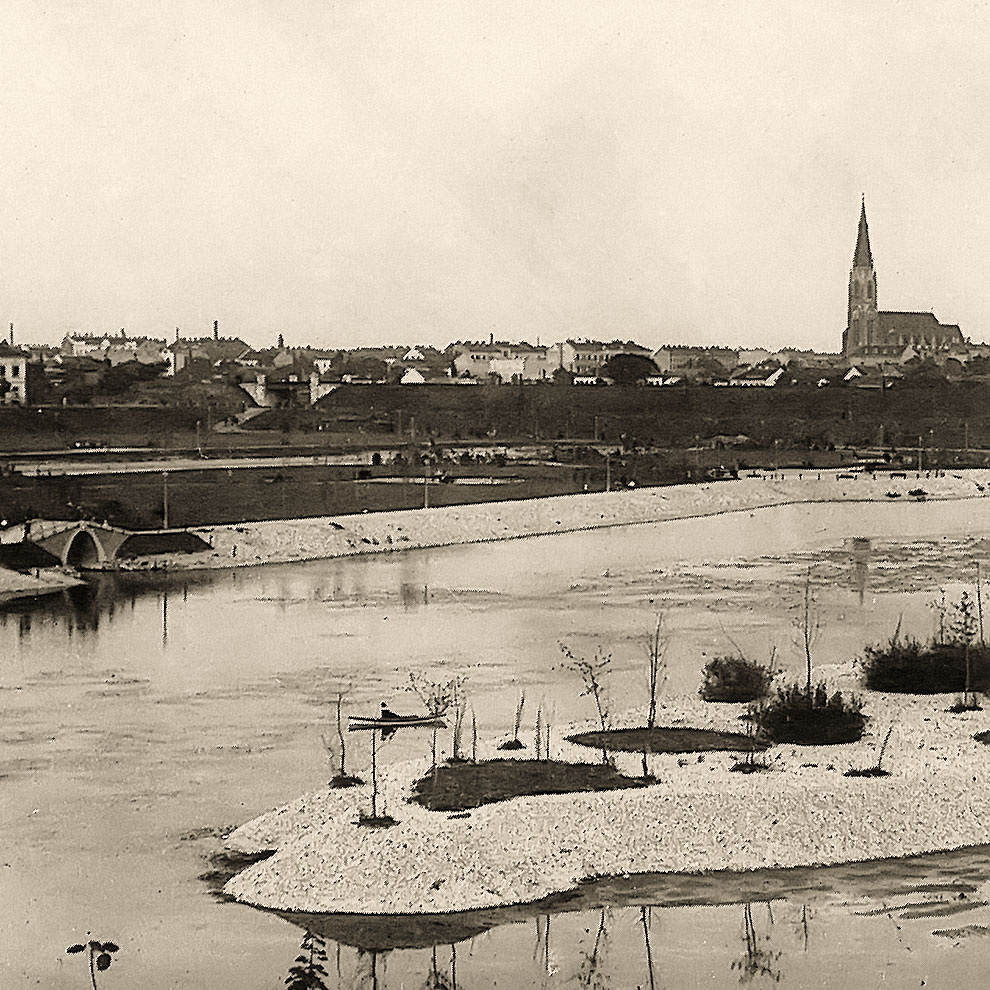
Fläche des Wasserparks um 1920
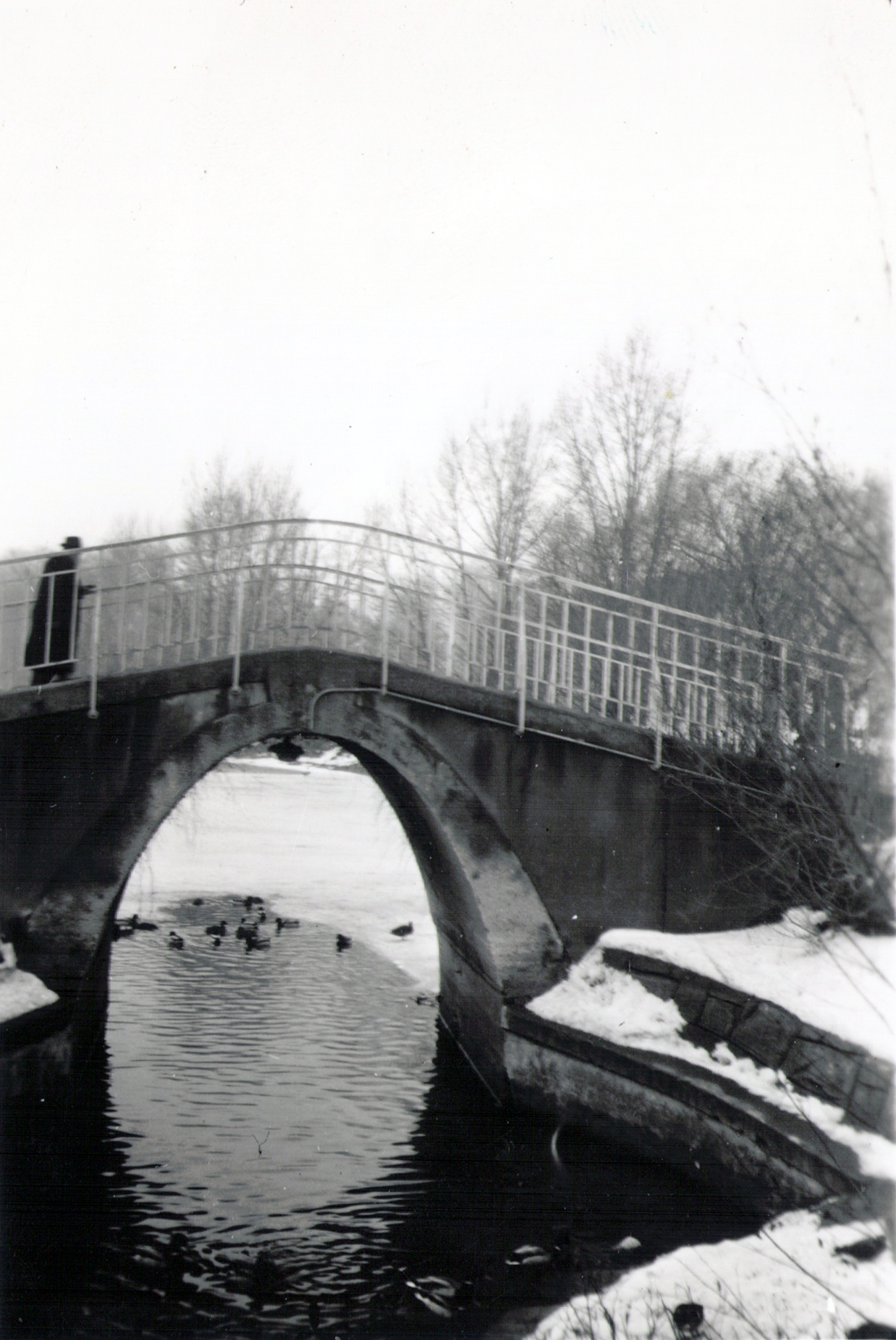
Wasserpark im Winter 1965
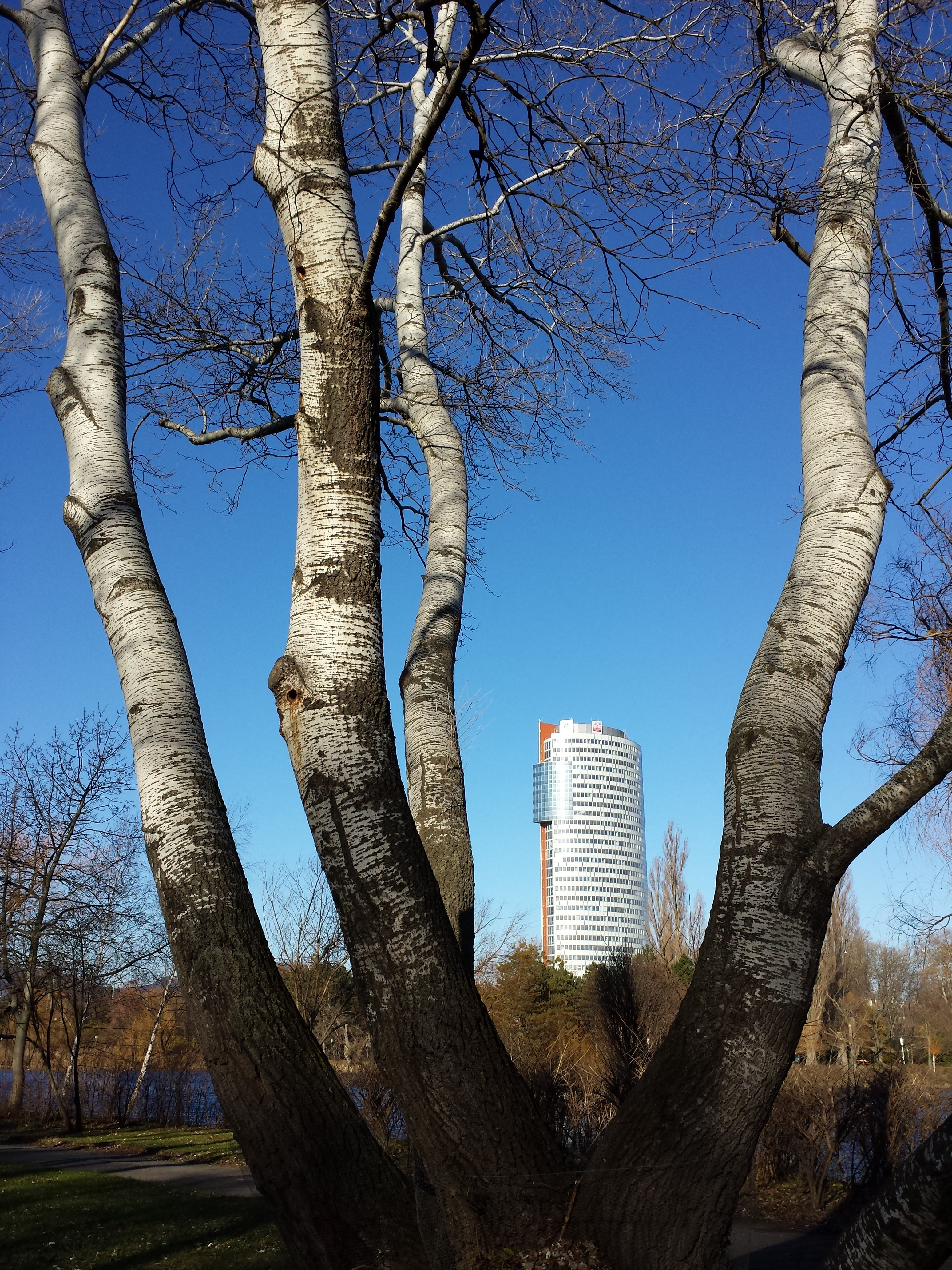
Blick auf den Florido Tower; vorne Silber-Pappeln
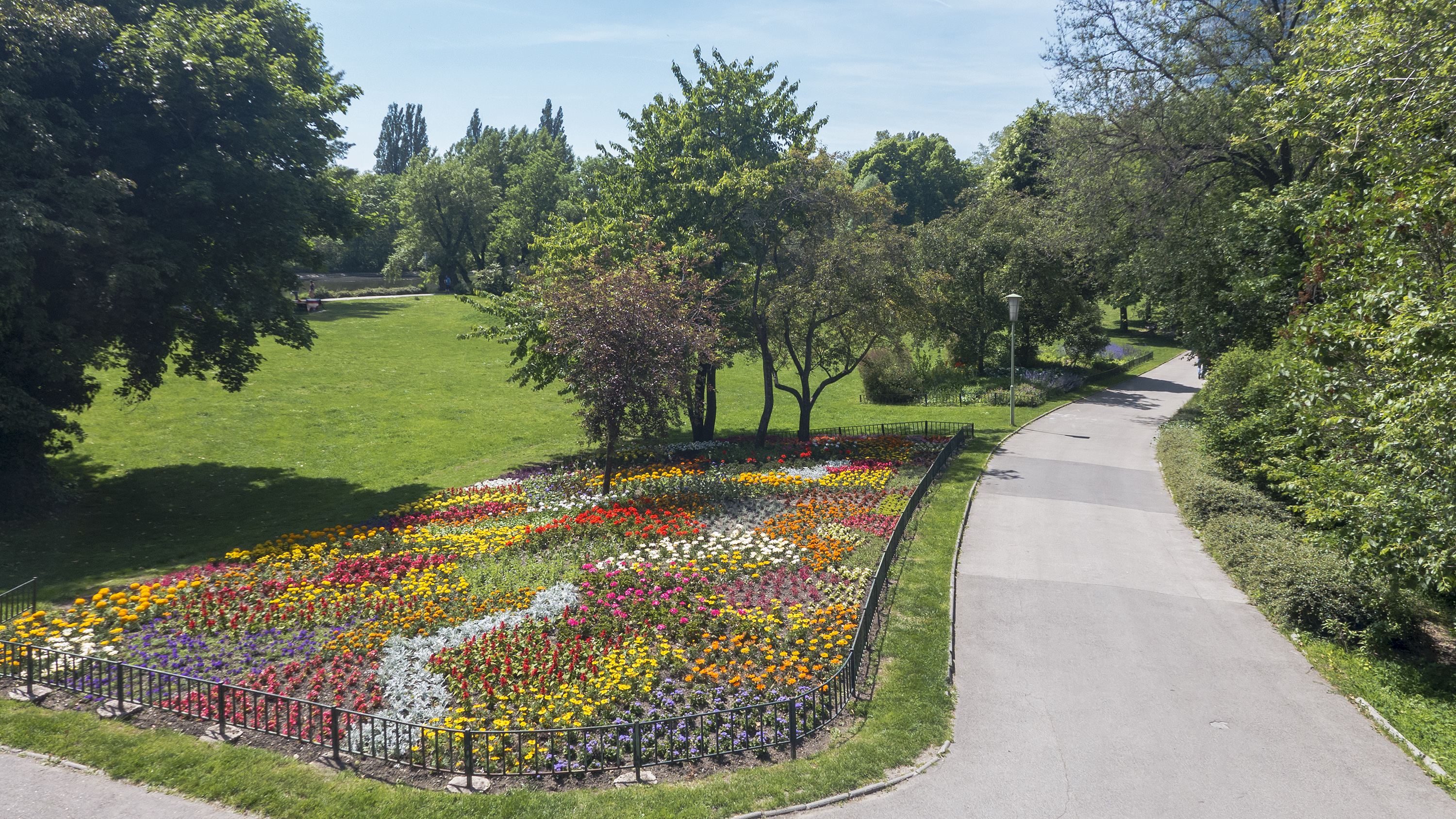
Blumenbeete im Park
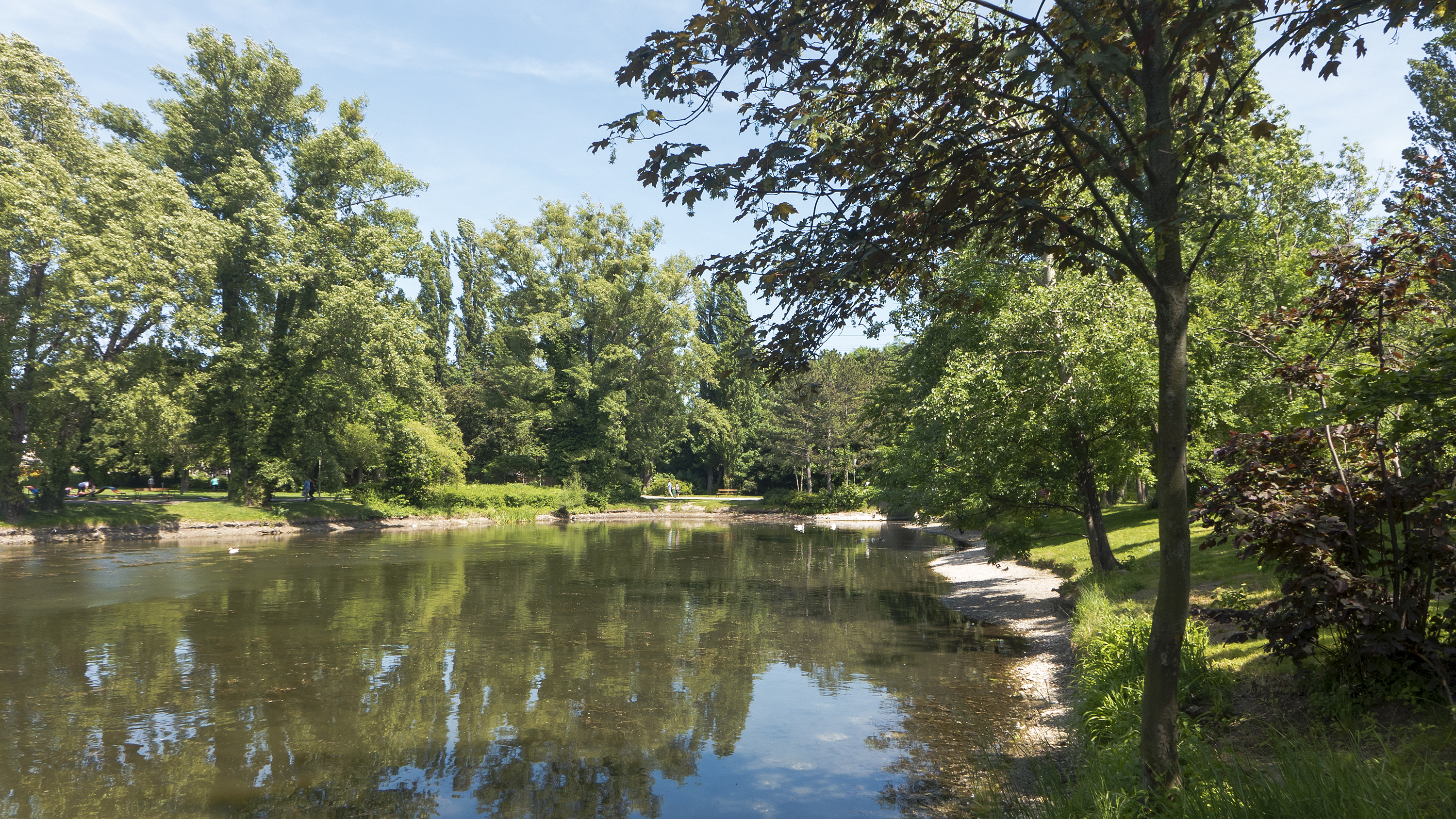
Au-Landschaft im Park
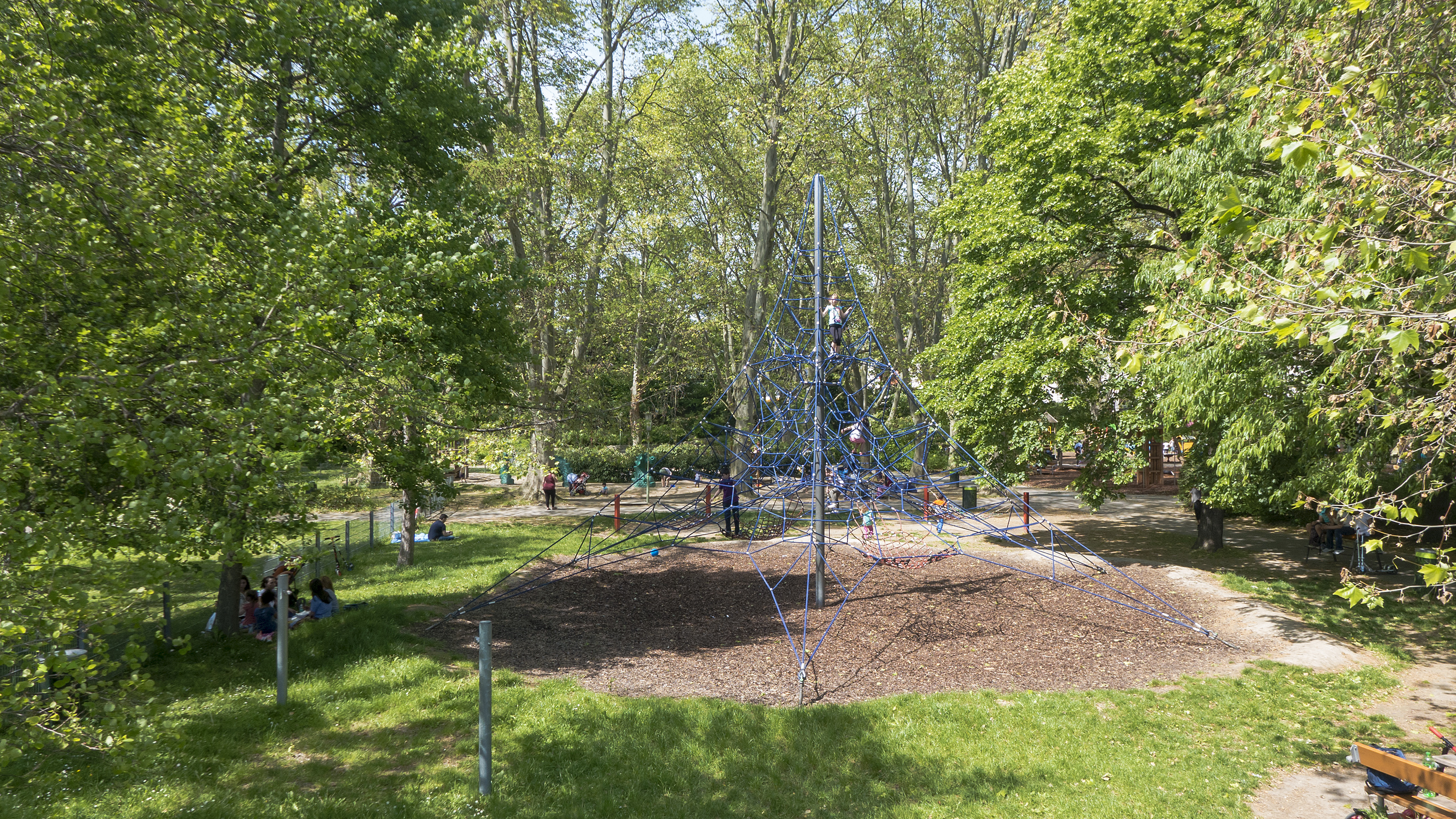
Kinderspielplatz